# Chuck Burgi
Charles Arnold Burgi III (Montclair, Nueva Jersey, 15 de agosto de 1952) es un baterista y músico de sesión estadounidense. Actualmente es el baterista de la agrupación de Billy Joel. A lo largo de su carrera ha colaborado con una gran cantidad de reconocidos artistas y bandas.
Después de participar en varios álbumes de estudio como músico de sesión, Burgi ingresó en la banda de jazz fusión Brand X. Más tardé integró la agrupación Balance, a comienzos de la década de 1980. El grupo estaba conformado por los músicos Peppy Castro, Bob Kulick, Dennis Feldman y Doug Katsaros, además de Burgi. En 1981 el sencillo "Breaking Away" escaló hasta la posición No. 25 en la lista de éxitos Billboard 200. Aunque la canción fue grabada antes de que Burgi se uniera al grupo, ingresó justo para el lanzamiento del segundo álbum de la banda, In for the Count.
Burgi ha tocado y salido de gira con Al Di Meola, Hall and Oates, Joe Lynn Turner, Rainbow, Blue Öyster Cult, Meat Loaf, Fandango y Enrique Iglesias, y ha grabado con otros artistas incluyendo a Michael Bolton, Glen Burtnik, Bon Jovi y Diana Ross.